# Скадовский сельский совет
Скадовский сельский совет (укр. Скадовська сільська рада) — входит в состав
Чаплинского района
Херсонской области
Украины.
Административный центр сельского совета находится в 
с. Скадовка.

## История
- 1863 — дата образования.

## Населённые пункты совета
- с. Скадовка
- с. Белоцерковка